# Ашави, Мухаммед
Мухаммед Ашави (араб. محمد عيد عشاوي‎; 1933, Дейр-эз-Зор, подмандатная Сирия — 12 августа 1998, Дейр-эз-Зор) — сирийский государственный деятель, министр иностранных дел Сирии (1968—1969).

## Биография
Окончил юридический факультет Дамасского университета и работал практикующим адвокатом.
- В 1963—1965 годах — губернатор провинции Даръа и Хама,
- В 1965—1968 годах — министр внутренних дел,
- В 1968—1969 годах — министр иностранных дел Сирии.
- В 1965—1968 годах — член регионального командования Совета Баас.

После переворота 1970 года и прихода в власти президента Хафеза Асада был брошен в тюрьму, был освобождён лишь 2 января 1995 года.
Умер 12 августа 1998 года из-за сердечного приступа, который случился с ним во время купания в реке Евфрат в Дейр-эз-Зоре, и его тело было найдено 10 дней спустя недалеко от Эль-Маядина.